# František Pernica
František Pernica (* 12. června 1952) byl český a československý politik, po sametové revoluci poslanec Sněmovny národů Federálního shromáždění za HSD-SMS.

## Biografie
Ve volbách roku 1990 byl zvolen za HSD-SMS do české části Sněmovny národů (volební obvod Jihomoravský kraj). Hnutí HSD-SMS na jaře 1991 prošlo rozkolem, po němž se poslanecký klub rozpadl na dvě samostatné skupiny. Pernica pak v květnu 1991 přestoupil do klubu Hnutí za samosprávnou demokracii – Společnost pro Moravu a Slezsko 1. Ve Federálním shromáždění setrval do voleb roku 1992.
Pocházel z rodiny venkovského řezníka pronásledovaného v 50. letech komunistickým režimem coby kulaka. František Pernica se pak po roce 1989 zapojil do snahy dohledat viníky pronásledování své rodiny. V roce 1994 na podporu svých požadavků na vyrovnání s komunistickou minulostí vyhlásil hladovku.